# The Great Western
The Great Western — дебютный сольный студийный альбом британского музыканта Джеймс Дин Брэдфилда. В Великобритании альбом вышел 24 июля 2006 и дебютировал на 22 месте в UK Album Chart 30 июля 2006 года.

## Список композиций
1. «That’s No Way to Tell a Lie» — 3:05
2. «An English Gentleman» — 3:05
3. «Bad Boys and Painkillers» — 3:49
4. «On Saturday Morning We Will Rule the World» — 3:17
5. «Run Romeo Run» — 3:24
6. «Still a Long Way to Go» — 3:50
7. «Émigré» — 3:29
8. «To See a Friend in Tears» — 3:38
9. «Say Hello to the Pope» — 3:24
10. «The Wrong Beginning» — 3:15
11. «Which Way to Kyffin» — 2:57

## Синглы
- «That’s No Way to Tell a Lie» (10 июля 2006)
- «An English Gentleman» (25 сентября 2006)